# Shanghai Major 2016
Das Shanghai Major war ein Turnier in der E-Sport-Disziplin Dota 2. Es fand zwischen dem 2. und 6. März 2016 in Shanghai statt. Austragungsort war die Mercedes-Benz Arena. Das Preisgeld belief sich insgesamt auf drei Millionen US-Dollar. Gewonnen hat das Turnier schlussendlich Team Secret, das im Finale Team Liquid mit 3:1 schlug.

## Ablauf
Von den Veranstaltern werden acht Teams direkt zum Major eingeladen, die anderen acht werden durch regionale Qualifikationsspiele ermittelt; für jede Region gibt es zwei Plätze, die Teams die diese besetzten, haben sich somit qualifiziert und werden zum Hauptevent eingeladen.
| Eingeladene Teams | Qualifizierte Teams       |
| ----------------- | ------------------------- |
| Evil Geniuses     | LGD Gaming (China)        |
| OG                | Newbee (China)            |
| Team Secret       | Team Archon (Amerika)     |
| Alliance          | compLexity (Amerika)      |
| Virtus.pro        | Team Liquid (Europa)      |
| EHOME             | Team Spirit (Europa)      |
| CDEC Gaming       | MVP Phoenix (Südostasien) |
| ViCi Gaming       | fnatic (Südostasien)      |

Anschließend startet die Gruppenphase. Dabei werden Gruppen mit je vier Teams gebildet und in dieser Gruppe werden die ersten Spiele ausgetragen: Erstmals wurde das GLS-System, welches eigentlich von Blizzard Entertainment und für Turniere ihres Titels StarCraft II entwickelt wurde, eingesetzt. Jeweils zwei Teams treten gegeneinander an. Die zwei Gewinner der Duelle treten dabei jeweils gegeneinander an. Der Gewinner dieses Spiels ist sicher im sog. oberen Bracket. Der Verlieren des Matches tritt gegen eines der beiden Teams an, die das erste Spiel bereits verloren hatten, diese spielen jedoch vorher noch gegeneinander, um zu ermitteln, wer gegen den Verlierer der zweiten Runde antritt. So wird das zweite Team ermittelt, das im Oberen Bracket landen, die anderen Teams landen im unteren Bracket.
| Platzierungen am Ende der Gruppenphase | Platzierungen am Ende der Gruppenphase | Platzierungen am Ende der Gruppenphase | Platzierungen am Ende der Gruppenphase |
| Gruppe A                               | Gruppe B                               | Gruppe C                               | Gruppe D                               |
| -------------------------------------- | -------------------------------------- | -------------------------------------- | -------------------------------------- |
| MVP Phoenix                            | Alliance                               | OG                                     | Evil Geniuses                          |
| Team Secret                            | fnatic                                 | LGD Gaming                             | Team Liquid                            |
| EHOME                                  | Team Spirit                            | Newbee                                 | Virtus.Pro                             |
| CDEC Gaming                            | ViCi Gaming                            | Team Archon                            | compLexity                             |

Der Vorteil des oberen Brackets ist, dass dort eine Niederlage erlaubt ist. Das Team, das verloren hat, fällt ins untere Bracket, verliert es dort jedoch noch eine Partie scheidet es aus dem Turnier aus. Im unteren Bracket wird zuerst eine Runde mehr gespielt, diese wird im Best-of-One ausgetragen, sodass es am Ende der Gruppenphase und somit auch am Anfang des Hauptevents acht Teams gibt.
Diese treten nun in Best-of-Three-Spielen gegeneinander an. Jeweils vier im oberen und vier im unteren Bracket. Team Secret konnte das obere Bracket gewinnen, und Team Liquid, das im letzten Spiel von Team Secret geschlagen wurde, und somit im unteren Bracket gelandet war, gewann das untere Bracket. Im Finale, welches im Best-of-Five-Modus ausgetragen wurde, entschied Secret das Turnier für sich und gewann drei zu eins.

## Kontroversen
Schon am ersten Tag des Turniers kam es zu einer Reihe von Problemen: Spiele konnten erst verspätet ausgetragen werden, es gab Probleme mit dem Ton und es kam zu Verbindungsabbrüchen. Der Host der Expertencouch, James „2GD“ Harding, der für seine oft vulgären und obszönen Äußerungen bekannt ist, hatte versucht die zum Teil sehr langen Wartezeiten für die Fans möglichst unterhaltsam zu gestalten und äußerte sich wie gewohnt: obszön und vulgär. Einen Tag später wurde bekannt, dass er entlassen worden war, nach heftigen Protesten der Community meldete sich Gabe Newell, der Geschäftsführer von Valve, zu Wort und betitelte Harding als „Arsch“. Dieser meldete sich mit einer ausführlichen Stellungnahme zu Wort und gab an, dass man bei seiner Einstellung explizit „Sei du selbst“ gesagt habe. Newell änderte seine Haltung nicht; Harding kehrte nicht zurück. Neben Harding wurde auch noch die Produktionsfirma, KeyTV, gefeuert, da diese für die vielen Probleme verantwortlich gemacht wurde. Daraufhin mussten kurzfristig andere Produktionsfirmen einspringen.
Zuvor kam es noch zu Verwirrungen, weil nicht klar war, ob es eine feierliche Eröffnungszeremonie gibt. Nach widersprüchlichen Meldungen wurde bekannt, dass die Anwesenheit der Teams optional sei, vorher hieß es noch, dass die Anwesenheit verbindlich sei. Im Rahmen dieser kam es sogar vor, dass Spieler morgens geweckt wurden, nur um ihnen mitzuteilen, dass sie doch ausschlafen könnten. Es fanden sich zur Eröffnungszeremonie also nur die Spieler des Teams compLexity ein. Ein Spieler des Teams twitterte, dass er zuerst noch nicht einmal zu seinem Platz vorgelassen worden sei. Er war nicht der einzige, dem der Zutritt verwehrt wurde: Eine Produktions-Managerin gab bekannt, dass sie keinen Pass erhalten habe, um Backstage gehen zu können.
Neben Problemen, die den Spielbetrieb unterbrachen, gab es auch noch Probleme, die eher die Kommentatoren und Spieler direkt betraf: Die russischen Kommentatoren berichteten, dass sie anstatt Caster-Tischen und professionellen Stühlen nur Plastikstühle vorfanden. Es fehlte auch an einem Internetzugang, die Caster nahmen die Sache schließlich selbst in die Hand und verlegten Kabel, um an ihren Plätzen das Internet verwenden zu können. Neben diesen Problemen kam es auch noch zu einer Spielverzögerung, weil die Tastatur eines Spielers verloren gegangen war. Zudem waren die Kabinen, in denen die Teams, voneinander getrennt, die Spiele bestritten, nicht schalldicht, sodass es vorkam, dass die Teams die Kommentatoren hören konnten, was einen großen Vorteil hätte bedeuten können.
Am Tag des Finales verschwanden zudem die mitgebrachten Geräte der Spieler, die sich in den Spielerräumen befanden, weil beim Abtransport des Produkt-Equipments diese auch abtransportiert worden waren. Das Hotel, das den Abtransport organisiert hatte, entschuldigte sich und gab an, entstandene Schäden zu ersetzen.